# Human Nature (grup de música)
Human Nature és un grup de música australià format per Toby Allen, Phil Burton i els germans Andrew i Mike Tierne. Format l'any 1989 a Austràlia.

## Discografia
- 1996: Telling Everybody
- 1999: Counting Down
- 2000: Human Nature
- 2004: Walk the Tightrope
- 2005: Reach Out: The Motown Record
- 2006: Dancing in the Street: the Songs of Motown II
- 2007: Get Ready
- 2008: A Symphony of Hits
- 2010: Vegas: Songs from Sin City
- 2013: The Christmas Album
- 2014: Jukebox
- 2016: Gimme Some Lovin': Jukebox Vol II
- 2018: Romance of the Jukebox